# 凤梧镇
风梧乡，是中华人民共和国广西壮族自治区百色市平果市下辖的一个乡镇级行政单位。

## 行政区划
风梧乡下辖以下地区：
龙林村、百环村、仕仁村、农拜村、怀达村、上林村、香美村、古理村、济世村、升平村、环德村、山环村、新勉村、甘河村、百丰村、龙江村、龙宏村和龙排村。